# Masumoto Hakaru

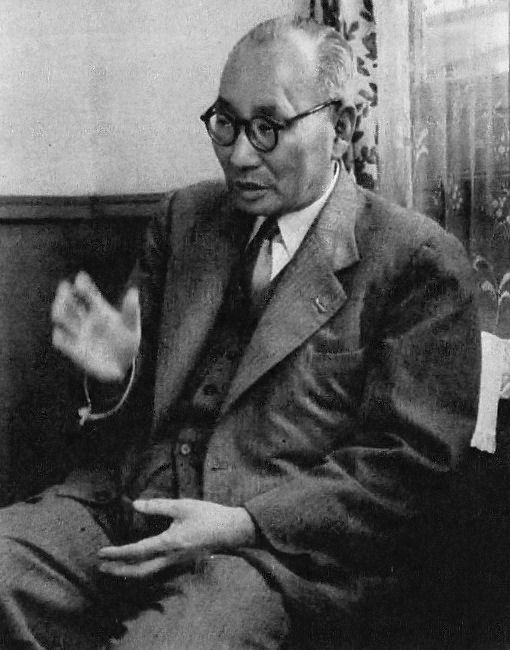
Masumoto Hakaru

Masumoto Hakaru (japanisch 増本 量; geboren 9. Januar 1895 im Dorf Yaga des Landkreises Aki (安芸郡) der Präfektur Hiroshima; gestorben 12. August 1987) war ein japanischer Metallurg.

## Leben und Wirken

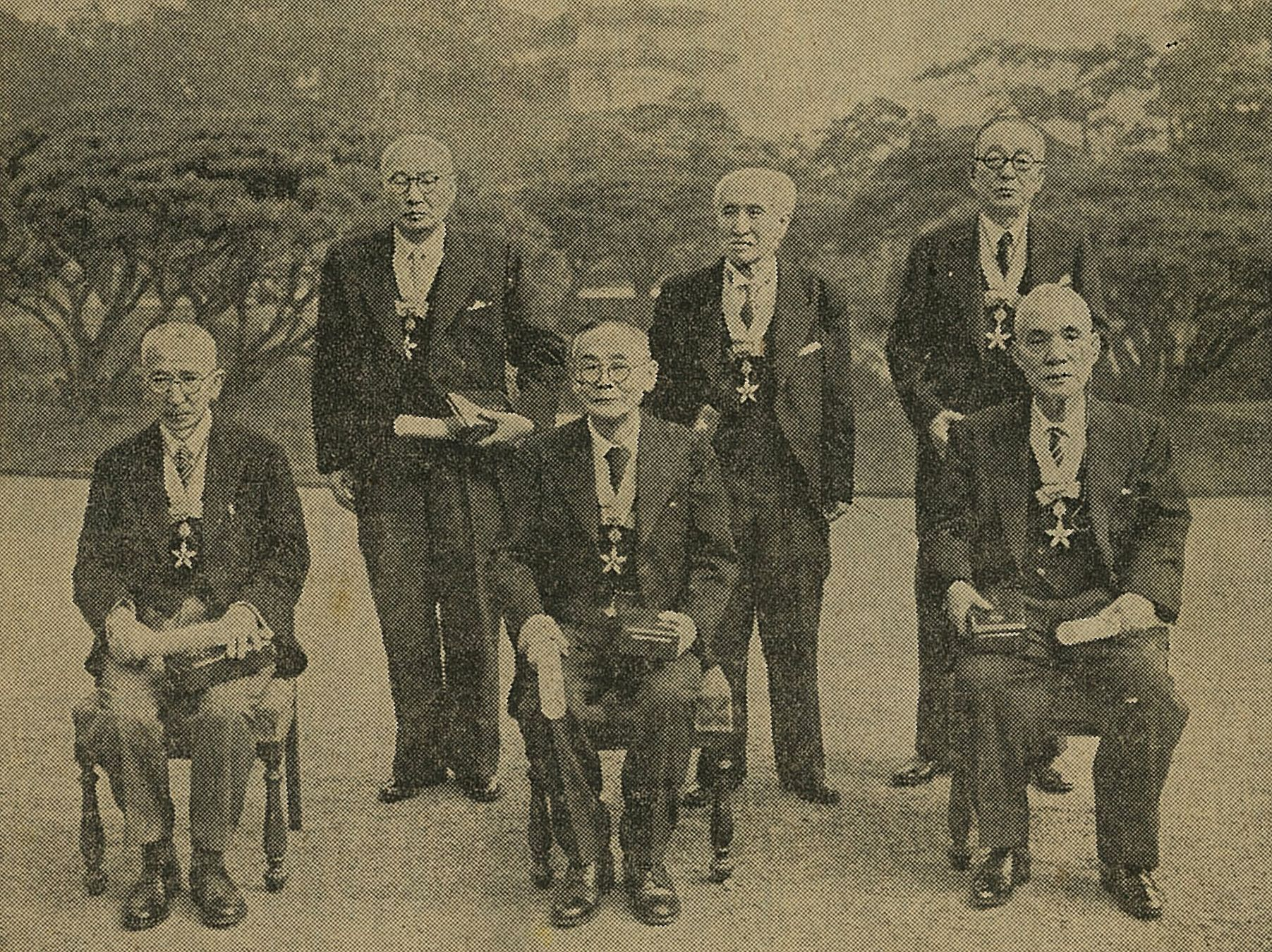
Verleihung des Kulturordens 1955

Masumoto Hakaru stammte aus einer bäuerlichen Familie in der Präfektur Hiroshima. Er machte 1922 seinen Abschluss an der Fakultät für Physik der Naturwissenschaftlichen Fakultät der Universität Tōhoku. Dann arbeitete er unter der Leitung von Honda Kōtarō im „Institut für Metallforschung“ (金属材料研究所, Kinzoku zairyō kenkyūjo) der Universität.
Masumoto wurde 1933 Professor und 1950 Direktor des Forschungsinstitutes. Er richtete das Institut für elektromagnetische Materialien (電気磁気材料研究所, denki jiki zaryō kenkyūjo) ein. 1960 wurde er als „Meiyo Kyōju“ verabschiedet.
Masumot beschäftigte sich mit den Ausdehnungskoeffizienten von Co-Fe-Cr Legierungen. Ergebnisse waren Sendust, neuer KS-Stahl und AlFer. Masumoto lieferte damit einen großen Beitrag zur Kenntnis der Eisenlegierungen. Bekannt sind auch seine Nickel-Cobalt Legierungen, die zu Extrem-Inva-Materialien führten.
1951 wurde Masumoto mit dem Preis der Akademie der Wissenschaften ausgezeichnet, 1946 erhielt er für die Arbeit „Forschung zu Eisenlegierungen mit extremen Eigenschaften“ (異常特性を有する鉄合金の研究, Ijōtokusei o yūzuru tetsu-gokin no kenkyū) den kaiserliche Ehrenpreis (恩賜賞, Onshi-shō). 1955 wurde Masumoto als Person mit besonderen kulturellen Verdiensten geehrt und im gleichen Jahr mit dem Kulturorden ausgezeichnet.